# Kirowa Skałka
Kirowa Skałka (757 m n.p.m.) lub Kira – szczyt w Pieninach Czorsztyńskich, znajdujący się w zakończeniu południowej grańki szczytu Łączana. Obydwa są szczytami o bardzo małej wybitności. Kirowa Skałka jest całkowicie porośnięta lasem. Ma jednak znaczenie topograficzne. Jej południowy grzbiet opada stromym stokiem do Wąwozu Górczyńskiego i oddziela jary dwóch potoków: Kirowego Potoku (po zachodniej stronie) i Czarnego (po wschodniej stronie). Znajduje się na nim las Samorody i Pod Kirą.
Kirowa Skałka znajduje się w Pienińskim Parku Narodowym w granicach wsi Sromowce Niżne w województwie małopolskim, w powiecie nowotarskim, w gminie Czorsztyn.

## Szlak turystyczny
Północnym stokiem, w niewielkiej odległości od szczytu Kirowej Skałki prowadzi główny szlak Pienin.
 – z Czorsztyna przez przełęcz Osice, Suszynę, Macelak, Trzy Kopce na przełęcz Szopkę.